# IC 1527
IC 1527 је спирална галаксија у сазвјежђу Рибе која се налази на листи објеката дубоког неба у Индекс каталогу.
Деклинација објекта је + 4° 5' 25" а ректасцензија 0h 2m 21,5s. Привидна величина (магнитуда) објекта IC 1527 износи 14,6 а фотографска магнитуда 15,4. IC 1527 је још познат и под ознакама MCG 1-1-12, CGCG 408-12, NPM1G +03.0632, PGC 164.